# Discografia di Stromae
Questa voce contiene l'intera discografia del cantautore belga Stromae.

## Album in studio
| Anno | Titolo | Posizioni massime | Posizioni massime | Posizioni massime | Posizioni massime | Posizioni massime | Posizioni massime | Posizioni massime | Posizioni massime | Posizioni massime | Posizioni massime | Vendite                          | Certificazioni                                                                |
| Anno | Titolo | BEL (WA)          | BEL (FL)          | FRA               | ITA               | AUT               | GRE               | GER               | CAN               | SWI               | NL                | Vendite                          | Certificazioni                                                                |
| ---- | --- | ----------------- | ----------------- | ----------------- | ----------------- | ----------------- | ----------------- | ----------------- | ----------------- | ----------------- | ----------------- | -------------------------------- | ----------------------------------------------------------------------------- |
| 2010 | Cheese - Pubblicato: 11 giugno 2010 - Etichetta: Vertigo, Mosaert, Universal - Formato: CD, download digitale | 1                 | 7                 | 6                 | —                 | 33                | 4                 | 29                | —                 | 18                | 69                | - FRA: 260.000+ (sino al 2015)   | - BEA: 3× Platino - SNEP: Oro                                                 |
| 2013 | Racine carrée - Pubblicato: 16 agosto 2013 - Etichetta: Universal, Mosaert - Formato: CD, download digitale   | 1                 | 1                 | 1                 | 1                 | —                 | —                 | 21                | 10                | 1                 | 2                 | - FRA: 2.000.000+ (sino al 2015) | - BEA: 12× Platino - SNEP: 4× Diamante - FIMI: Platino - IFPI SWI: 5× Platino |
| 2022 | Multitude - Pubblicato: 4 marzo 2022 - Etichetta: Universal, Mosaert - Formato: CD, download digitale         | 1                 | 1                 | 1                 | 10                | 2                 | —                 | 4                 | 4                 | 1                 | 1                 |                                  | - BEA: 3× Platino - SNEP: 2× Platino                                          |

## EP
| Anno | Titolo |
| ---- | --- |
| 2007 | Juste un cerveau, un flow, un fond et un mic... - Etichetta: Institut national de radioélectricité et cinématographie - Formato: CD, download digitale |
| 2013 | Racine carrée: Remixes - Pubblicato: 15 dicembre 2013 - Etichetta: Mosaert - Formato: Download digitale                                                |

## Mixtape
| Anno | Titolo |
| ---- | --- |
| 2006 | Freestyle Finest (& Gandhi, K-Deeja)                                                                                               |
| 2009 | Mixture Elecstro (& DJ Psar) - Pubblicato: 31 ottobre 2009 - Etichetta: Because Music, Kilomaître - Formato: CD, download digitale |

## Album video
| Anno | Titolo                                                                                            |
| ---- | ------------------------------------------------------------------------------------------------- |
| 2015 | Racine carrée Live - Pubblicato: 11 dicembre 2015 - Etichetta: Sony Music - Formato: DVD, blu-ray |

## Singoli
| Anno | Titolo                                        | Posizioni massime | Posizioni massime | Posizioni massime | Posizioni massime | Posizioni massime | Posizioni massime | Posizioni massime | Posizioni massime | Posizioni massime | Vendite                        | Certificazioni                                                                               | Album            |
| Anno | Titolo                                        | BEL (WA)          | BEL (FL)          | FRA               | ITA               | AUT               | GER               | SWI               | NL                | DK                | Vendite                        | Certificazioni                                                                               | Album            |
| ---- | --------------------------------------------- | ----------------- | ----------------- | ----------------- | ----------------- | ----------------- | ----------------- | ----------------- | ----------------- | ----------------- | ------------------------------ | -------------------------------------------------------------------------------------------- | ---------------- |
| 2005 | Faut qu't'arrêtes le rap... (con J.E.D.I.)    | —                 | —                 | —                 | —                 | —                 | —                 | —                 | —                 | —                 |                                |                                                                                              | —                |
| 2009 | Up saw liz                                    | —                 | —                 | —                 | —                 | —                 | —                 | —                 | —                 | —                 |                                |                                                                                              | Mixture Elecstro |
| 2009 | Alors on danse                                | 1                 | 1                 | 1                 | 1                 | 1                 | 1                 | 1                 | 1                 | 1                 | - FRA: 271.000+ (sino al 2013) | - BEA: 3× Platino - FIMI: Platino - BVMI: Platino - IFPI SWI: 2× Platino - IFPI DAN: Platino | Cheese           |
| 2010 | Bienvenue chez moi                            | —                 | —                 | —                 | —                 | —                 | —                 | —                 | —                 | —                 |                                |                                                                                              | Cheese           |
| 2010 | Te quiero                                     | 4                 | 17                | 153               | —                 | —                 | —                 | 62                | 70                | —                 |                                | - BEA: Oro                                                                                   | Cheese           |
| 2010 | House'llelujah                                | 22                | —                 | —                 | —                 | —                 | —                 | —                 | —                 | —                 |                                |                                                                                              | Cheese           |
| 2010 | Rail de musique                               | —                 | —                 | —                 | —                 | —                 | —                 | —                 | —                 | —                 |                                |                                                                                              | Cheese           |
| 2010 | Peace or Violence                             | 12                | —                 | —                 | —                 | 74                | —                 | —                 | —                 | —                 |                                |                                                                                              | Cheese           |
| 2010 | Silence                                       | 26                | —                 | —                 | —                 | —                 | —                 | —                 | —                 | —                 |                                |                                                                                              | Cheese           |
| 2010 | Je cours                                      | 16                | 15                | —                 | —                 | —                 | —                 | —                 | —                 | —                 |                                |                                                                                              | Cheese           |
| 2013 | Papaoutai                                     | 1                 | 3                 | 1                 | 10                | 3                 | 6                 | 4                 | 2                 | —                 | - FRA: 217.500+ (sino al 2013) | - BEA: 2× Platino - IFPI SWI: 2× Platino                                                     | Racine carrée    |
| 2013 | Formidable                                    | 1                 | 1                 | 1                 | 16                | 36                | 39                | 13                | 2                 | 36                | - FRA: 186.000+ (sino al 2013) | - BEA: 3× Platino - IFPI SWI: Platino                                                        | Racine carrée    |
| 2013 | Tous les mêmes                                | 1                 | 4                 | 1                 | 5                 | —                 | —                 | 27                | 29                | 10                | - FRA: 60.000+ (sino al 2014)  | - BEA: Platino - FIMI: Oro                                                                   | Racine carrée    |
| 2014 | Ta Fête                                       | 2                 | 6                 | 30                | —                 | —                 | —                 | —                 | 45                | —                 |                                | - BEA: Platino                                                                               | Racine carrée    |
| 2014 | Ave Cesaria                                   | 45                | —                 | 97                | —                 | —                 | —                 | —                 | —                 | —                 |                                |                                                                                              | Racine carrée    |
| 2014 | Meltdown (feat. Lorde, Pusha T, Q-Tip & Haim) | 5                 | 7                 | 107               | —                 | —                 | —                 | —                 | —                 | —                 |                                |                                                                                              | —                |
| 2015 | Carmen                                        | 46                | 31                | 67                | —                 | —                 | —                 | —                 | —                 | —                 |                                |                                                                                              | Racine carrée    |
| 2015 | Quand c'est?                                  | —                 | 39                | 142               | —                 | —                 | —                 | —                 | —                 | —                 |                                |                                                                                              | Racine carrée    |
| 2017 | Repetto X Mosaert                             | —                 | —                 | —                 | —                 | —                 | —                 | —                 | —                 | —                 |                                |                                                                                              | —                |
| 2018 | Défiler                                       | 7                 | 29                | 8                 | —                 | —                 | —                 | —                 | —                 | —                 |                                |                                                                                              | —                |
| 2021 | Santé                                         | 1                 | 2                 | 3                 | —                 | —                 | —                 | 7                 | 27                | —                 |                                |                                                                                              | Multitude        |
| 2022 | L'enfer                                       | 1                 | 1                 | 1                 | —                 | —                 | —                 | 2                 | 10                | —                 |                                |                                                                                              | Multitude        |
| 2022 | Fils de joie                                  | —                 | —                 | —                 | —                 | —                 | —                 | —                 | —                 | —                 |                                |                                                                                              | Multitude        |
| 2022 | Mon Amour (con Camila Cabello)                | —                 | —                 | —                 | —                 | —                 | —                 | —                 | —                 | —                 |                                |                                                                                              | Multitude        |